# Данек, Мирослав
Мирослав Данек (чеш. Miroslav Daněk, 12 октября 1948) — чехословацкий хоккеист, защитник. Бронзовый призёр зимних Олимпийских игр в Саппоро 1972 года.

## Биография
Мирослав Данек известен по выступлениям за «Литвинов» в чемпионате Чехословакии. За 10 сезонов, проведённых в клубе провёл 326 матчей, набрал 54 очка (25 шайб + 29 передач). Самым главным достижением Данека стала бронзовая медаль Олимпийских игр 1972 года. Изначально он не был в заявке на турнир, но в последний момент был включён в состав вместо одноклубника Иржи Бублы, получившего травму. Данек не провёл на турнире ни одной игры. Всего за сборную Чехословакии сыграл 1 матч.

## Достижения
Бронзовый призёр Олимпийских игр 1972